# Rio Yaguala
Yaguala é um rio que atravessa o território de Honduras, na América Central.